# Valeria Baroni
Valeria Soledad Baroni (* 6. Oktober 1989 in Buenos Aires) ist eine argentinische Schauspielerin, Sängerin und Tänzerin. Sie ist bekannt für ihre Rolle als Lara von der argentinischen Telenovela Violetta. Sie spielte auch im Kino High School Musical: El Desafío und in einer Fernsehserie, die von Disney Channel Latinoamerica produziert wurde: Highway: Rodando la Aventura. 2009–2012 leitete sie die Reality-Show Zapping Zone.

## Filmografie
- 2007: High School Musical: La selección
- 2008: High School Musical: El desafío
- 2009–2012: Zapping Zone
- 2010: Highway: Rodando la Aventura
- 2011: Cuando toca la campana
- 2011: Disney’s Friends for Change Games
- 2011: We Can Change the World
- 2013: Violetta
- 2013: The U-Mix Show
- 2016: ¡Qué talento!
- 2017–2018: Disney Planet News